# 黎展維
黎展維 (Lai Chin Wai) ，於2017年11月1日正式改名，原名 黎同光（Lai Tung Kwong） ，生於香港。現時擔任愛．夢想基金會主席。

## 生平
黎展維出身寒微，小時於香港體育學院前身銀禧足球部與李思明、姚學文及黃鎮宇等人一齊受訓，惟當時未有繼續踢足球，當完成了中學課程後便棄足到東南亞從商。

## 經歷
2012年機緣巧合遇上歐偉倫，結果一拍即合入主東方助球隊升班再續足球夢，其後黎展維再入主東方籃球隊投放近千萬元打造成香港史上首支職業籃球隊。2016年7月身兼班主及會長的黎展維因與東方總監梁守志理念分歧，於2016年7月1日開始停止贊助並退出東方及東方籃球隊。直至於2017月7日接手「港菁」會籍並改名為夢想FC出戰香港超級聯賽，同時招募到前香港足球代表隊隊長陳偉豪加盟。

## 社會公益及公職
黎展維於東方時代亦不時與東方球員參與義工和探訪等社區關懷活動。2017年正式創辦愛．夢想基金會並擔任主席，希望透過娛樂文化業務的影響力推廣慈善運動，慈善結合運動提升體育在社會的地位。愛．夢想不時邀請藝人、現役及退役運動員一同參與義工和探訪等社區關懷活動，致力鼓勵大眾透過體育及社區公益活動幫助弱勢社群。